# رولز-رویس مدوی
رولز-رویس مدوی (به انگلیسی: Rolls-Royce Medway) یک موتور هواگرد ساختِ کارخانهٔ رولز-رویس لیمیتد در کشور بریتانیا است.